# Каганюк Дмитро Миколайович
Дми́тро Ми́колайович Кага́нюк (нар. 28 квітня 1967, м. Новодружеськ) — український митець, майстер художнього гончарства. Член НСМНМУ (2004).

## Біографія
Народився 28 квітня 1967 року у місті Новодружеську на Луганщині.
У 1985 році закінчив СПТУ № 55 у місті Червонограді. Працював підземним електро-слюсарем на шахті № 6 «Великомостівська» в Червонограді, шліфувальником на заводі в Луцьку.
З 1991 року серйозно почав вивчати гончарне народне мистецтво Сокальщини. Захопився димленою керамікою, на виготовленні якої спеціалізується донині. Брав участь у виставці «Різдвяні дзвони чорної кераміки» (Київ, 1991 рік).
Член НСМНМУ з 2004 року.
Учасник обласних, всеукраїнських та міжнародних виставок, зокрема у містах Перемишлі, Варшаві, Ясло, Кракові (Польща) та Таллінні (Естонія).
Мешкає у м. Соснівці на Львівщині.